# Giải Ludwig Börne
Giải Ludwig Börne (tiếng Đức: Ludwig-Börne-Preis) là một giải thưởng văn học do Quỹ Ludwig Börne ở thành phố Frankfurt am Main trao hàng năm cho những nhà văn viết tiếng Đức xuất sắc trong các thể loại phê bình, tiểu luận và phóng sự. Đây là một trong những giải thưởng văn học quan trọng của Đức.
Giải được thiết lập năm 1993 để tưởng niệm nhà văn, nhà báo quê ở thành phố Frankfurt Ludwig Börne (1786–1837). Buổi lễ trao giải thường diễn ra ở nhà thờ thánh Phaolô ở Frankfurt.
Khoản tiền thưởng của giả hiện nay là 20.000 euro.

## Những người đoạt giải
- 1993: Joachim Kaiser
- 1994: Marie Luise Scherer
- 1995: Marcel Reich-Ranicki
- 1996: Joachim C. Fest
- 1997: Richard Schröder
- 1998: Josef Joffe
- 1999: Georges-Arthur Goldschmidt
- 2000: Không trao giải
- 2001: Rudolf Augstein
- 2002: Hans Magnus Enzensberger
- 2003: George Steiner
- 2004: Daniela Dahn
- 2005: Henning Ritter[1]
- 2006: Wolfgang Büscher
- 2007: Henryk M. Broder
- 2008: Alice Schwarzer
- 2009: Frank Schirrmacher
- 2010: Marcel Reich-Ranicki[2]
- 2011: Joachim Gauck[3]
- 2012: Götz Aly
- 2013: Peter Sloterdijk
- 2014: Florian Illies[4]